# Quand le dormeur s'éveillera
Quand le dormeur s'éveillera (The Sleeper Awakes) est un roman de H. G. Wells publié en 1910. C'est une version révisée de When the Sleeper wakes, une histoire sérialisée entre 1898 et 1899 par Wells dans The Graphic.
Le sujet est un homme qui se réveille après un sommeil de plus de deux cents ans. Dans un  Londres complètement transformé, il découvre qu'il est devenu l'homme le plus riche du monde.